# Luzula pumila
Luzula pumila är en tågväxtart som beskrevs av Joseph Dalton Hooker. Luzula pumila ingår i Frylesläktet som ingår i familjen tågväxter. Inga underarter finns listade i Catalogue of Life.